# Wäschteich
Wäschteich ist ein Gemeindeteil des Marktes Thierstein im Landkreis Wunsiedel im Fichtelgebirge (Oberfranken, Bayern).
Der Weiler liegt etwa einen Kilometer südöstlich des Gemeindezentrums, unweit südlich des Gemeindeteils Schlößlein. Der Ort befindet sich gut einen Kilometer nordwestlich von Birkenbühl.